# Boom! (Simple Plan)
Boom! è un singolo del gruppo musicale canadese Simple Plan, il primo estratto dal loro quinto album in studio Taking One for the Team, pubblicato il 28 agosto 2015.

## Video musicale
Il video del brano, pubblicato insieme al singolo, vede la partecipazione di numerose band rock statunitensi come All Time Low, PVRIS, Pierce the Veil, Black Veil Brides, Silverstein e New Found Glory. Diretto da Chad Awad, è stato girato nel 2015 a Montréal e negli Stati Uniti durante l'Alternative Press Music Awards e il Warped Tour.

## Tracce
Testi e musiche dei Simple Plan, Nick Bailey e Ryan Ogre.
1. Boom! – 3:09

## Formazione
Simple Plan
- Pierre Bouvier – voce
- Jeff Stinco – chitarra solista, cori
- Sébastien Lefebvre – chitarra ritmica, voce secondaria
- David Desrosiers – basso, voce secondaria
- Chuck Comeau – batteria, percussioni, cori

Altri musicisti
- Jonny Litten – tastiera, programmazione, cori
- Lenny Skolnik – tastiera, programmazione, cori
- Chady Awad – cori
- Melanie Fontana – cori
- Myah Langston – cori
- Sidnie Tipton – cori